# Cmentarz wojenny w Brzeźcach
Cmentarz wojenny w Brzeźcach – cmentarz z okresu I wojny światowej, który znajdował się we wsi Brzeźce w województwie lubelskim, w powiecie ryckim, w gminie Stężyca. 
Założony na terenie cmentarza kolonistów niemieckich. Istniał jeszcze latach sześćdziesiątych XX w. Znajdowały się na nim żeliwne krzyże, a sam cmentarz był ogrodzony łańcuchem.
Brak danych co do dokładnej lokalizacji cmentarza.